# 1,2-Diacylglycerine

Allgemeine Strukturformel der 1,2-Diacylglycerine. R-CO steht für die Fettsäurereste Caproyl, Oleoyl, Palmitoyl, Arachidonoyl oder Stearoyl.

1,2-Diacyl-sn-glycerine [auch einfach Diacylglycerine (DAG)] sind natürlich vorkommende chemische Verbindungen des Glycerins mit sn-Konfiguration, und zwar dessen Fettsäure-Ester mit den Fettsäuren Capronsäure, Ölsäure, Palmitinsäure, Arachidonsäure oder Stearinsäure. Es sind Zwischenprodukte bei der Biosynthese der Triglyceride und Produkte der Spaltung des Membranlipids Phosphatidylinositol-4,5-bisphosphat (PIP2) durch Phospholipase C (PLC). DAG gehören allgemein zu den Diglyceriden. Gemische von Mono- und Diglyceriden von Speisefettsäuren, die als Lebensmittelzusatzstoff verwendet werden, enthalten die Diacylglycerine.
1,2-Diacyglycerine werden häufig in Second-Messenger-Systemen verwendet. Sie rekrutieren Enzyme an die Zellmembran und verankern sie dort.
Unter anderem sind sie an der Aktivierung von Proteinkinase C (PKC) und Munc 13-1 beteiligt. Die Proteinkinase C phosphoryliert dann Enzyme im Cytosol und beeinflusst damit die Genexpression. Munc 13-1 ist ein Protein, das bei der Ausschüttung von Transmittern in den synaptischen Spalt eine Rolle spielt.

## Bedeutung in der Medizin
Erhöhte Blutzuckerspiegel führen bei Patienten mit Diabetes mellitus zu einem Anstieg der Diacylglycerin-Konzentration in der Zelle und so zu einer Aktivierung der Proteinkinase C. Dies fördert die Produktion von extrazellulärer Matrix und Zytokinen, erhöht die Kontraktilität und Permeabilität (Durchlässigkeit) von Blutgefäßen, steigert das Zellwachstum in Blutgefäßen, aktiviert die Phospholipase A2 und hemmt die Na+/K+-ATPase. Die Folge sind Gefäßschäden der Netzhaut des Auges, der Niere und des Herzens.